# Laggaren, Västmanland
Laggaren är en sjö i Norbergs kommun i Västmanland och ingår i Norrströms huvudavrinningsområde.